# 飛月情海
《飛月情海》（英語：Fly Me to the Moon）是一部2024年美國浪漫喜劇劇情片，由葛瑞格·貝蘭提執導，蘿絲·吉洛伊（Rose Gilroy）編寫劇本；劇情講述了20世紀60年代太空競賽期間行銷專家和NASA主管之間的關係。電影主演陣容包括史嘉蕾·喬韓森、查寧·塔圖、吉姆·羅許、安娜·賈西亞（Anna Garcia）、唐納·艾利斯·華金斯（Donald Elise Watkins）、諾亞·羅賓斯、柯林·伍德爾、克里斯蒂安·朱伯（Christian Zuber）、尼克·迪倫堡（Nick Dillenburg）、雷·羅曼諾與伍迪·哈里遜。
《飛月情海》2024年7月8日在紐約市AMC林肯廣場（AMC Lincoln Square）首映，2024年7月12日在美國和加拿大院線上映，之後於Apple TV+上線。

## 演員
- 史嘉蕾·喬韓森飾演凱莉·瓊斯（Kelly Jones）[9]
- 查寧·塔圖飾演柯爾·戴維斯（Cole Davis）[9]
- 吉姆·羅許（英语：Jim Rash）飾演蘭斯·威斯伯丁（Lance Vespertine）
- 安娜·賈西亞（Anna Garcia）飾演露比·馬丁（Ruby Martin）
- 唐納·艾利斯·華金斯（Donald Elise Watkins）飾演史都·布萊斯（Stu Bryce）
- 諾亞·羅賓斯（英语：Noah Robbins）飾演唐·哈柏（Don Harper）
- 柯林·伍德爾飾演巴兹·奥尔德林
- 克里斯蒂安·朱伯（Christian Zuber）飾演迈克尔·科林斯
- 尼克·迪倫堡（Nick Dillenburg）飾演尼爾·阿姆斯壯
- 雷·羅曼諾飾演亨利·史莫斯（Henry Smalls）
- 伍迪·哈里遜飾演莫·伯庫斯（Moe Berkus）
- 史蒂芬妮·庫茲祖巴（英语：Stephanie Kurtzuba）飾演喬琳·范寧（Jolene Vanning）
- 科林·約斯特飾演庫克參議員（Senator Cook）
- 喬·克里斯特（英语：Joe Chrest）飾演范寧參議員（Senator Vanning）
- 彼得·雅各布森飾演查克·梅多斯（Chuck Meadows）
- 克里斯汀·克萊姆森（英语：Christian Clemenson）飾演華特（Walter）

## 發行
蘋果與索尼影業繼《拿破崙》（2023年）合作之後，簽訂了另一項合約，將《飛月情海》定於2023年12月在院線上映。同月，改定檔2024年7月12日在美國和加拿大上映。本片最初選擇直接串流發行，但在經過挑選試映後根據反響，片方改決定在院線上映。

## 迴響

### 評價
爛番茄根據232條評論，本片獲得65%的新鮮度，平均得分6.2／10，觀眾的好評度為80%，平均得分4／5。在Metacritic上，本片獲得53分。

## 外部連結
- 官方网站
- 互联网电影数据库（IMDb）上《飛月情海》的资料（英文）
- 爛番茄上《飛月情海》的資料（英文）
- Box Office Mojo上《飛月情海》的資料（英文）
- Metacritic上《飛月情海》的資料（英文）
- 開眼電影網上《飛月情海》的資料（繁體中文）
- 豆瓣电影上《飛月情海》的資料 （简体中文）